# Aïd al-Ghadir
Aïd al-Ghadir, la fête d'al-Ghadir ou la fête de l’accomplissement de la mission du prophète est  une des principales fêtes des musulmans chiites. Elle commémore ce qui est connu comme le Sermon de l'Adieu prononcé par Mahomet le 18 dhou al-hijja de l'an 10 du calendrier hégirien, au cours de son dernier pèlerinage. Ce jour-là est appelé « le jour de Ghadir Khumm ».

## L'événement du Ghadir Khumm

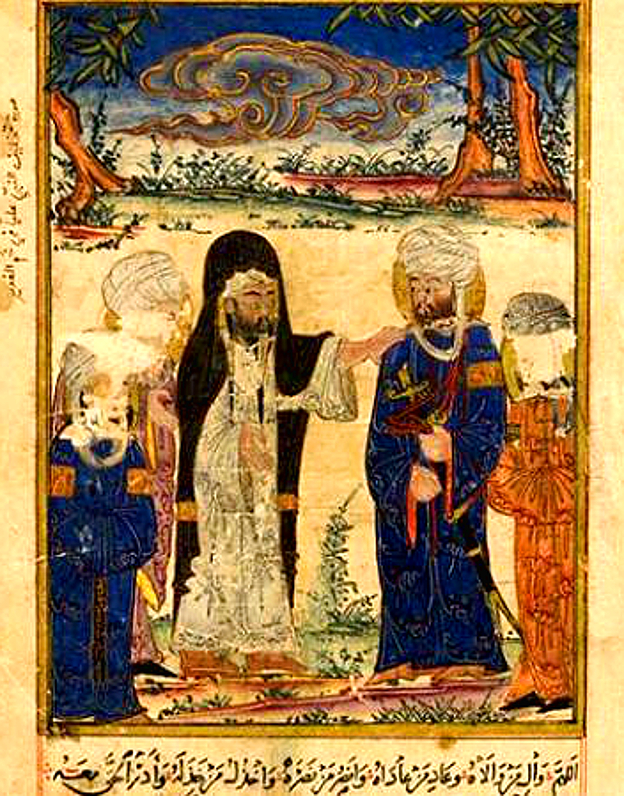
L'investiture de Ali au Ghadir Khumm. Miniature d'un manuscrit du Kitāb al-āthār al-bāqiyah `an al-qurūn al-khāliyah (Traces des siècles passés) d'al-Biruni (1307-1308), Bibliothèque de l'Université d'Édimbourg.

Cet événement tire son nom d'un lieu à mi-chemin entre La Mecque et Médine, appelé Ghadir Khumm, un lieu carrefour à partir duquel les pèlerins revenant de la Mecque se séparaient. C'est là que, quelques mois avant sa mort, Mahomet prononça un sermon connu comme « Sermon de l'Adieu », le 18 dhou al-hijja de l'an 10 de hégire (soit le 16 mars 632). Il présenta Ali ibn Abi Talib comme le « mawla » (arabe: مَولا « maître ») de la communauté. 

L’événement du Ghadir Khumm a été rapporté par un grand nombre de Compagnons et les Suivants du Prophète : plus de cent dix personnes, dans un hadith que la tradition considère comme sain: « De quiconque je suis le Maître, Ali est aussi le Maître. Ô Allah sois ami de celui qui est son ami et sois ennemi de celui qui est son ennemi. » Ce hadith a été transmis par un grand nombre d’imams sunnites comme l’imam Ahmad Ibn Hanbal qui le tient de Zayd ben Arqam. Il y est dit aussi :

« Je vous laisse deux choses grandioses. L’une d’elles est plus grande que l’autre : Le Livre d’Allah et ma progéniture. Prenez garde dans votre conduite envers eux après ma mort. Ils ne se sépareront pas l’un de l’autre jusqu’à ce qu’ils reviennent auprès de moi au bord de la Fontaine. »

 Selon chiites, c’est l’une des preuves dans l’affaire des douze imams des Gens de la Maison Prophétique arrivant jusqu’au douzième Imam Al-Hujjah[pas clair], dans une indication claire sur l’association entre le Coran et les Imams. Zaid b. Arqam rapporte : 

« (...) Un jour, le Messager d'Allah se leva pour donner un sermon à un point d'eau connu sous le nom de Khumm situé entre La Mecque et Médine. Il loua Allah, exalté soit-il, et nous a dit : Ô gens, je ne suis qu'un être humain. Je suis sur le point d'être rappelé (par l'ange de la mort) et de répondre [à ce rappel] mais je laisse parmi vous deux choses importantes : la première c'est le Livre d'Allah dans lequel il y a guidance et lumière. La seconde c'est les membres de ma famille, je vous rappelle (vos devoirs) envers eux. (...) »

Zaid b. Arqam rapporte : 

« (...) Oui nous étions à Al-Juhfa (Khumm) et le Prophète est venu vers nous, tenant les mains d'Ali et il a dit : Ô gens! N'ai-je pas plus de droit sur les croyants que ce qu'ils ont sur eux-mêmes ? Ils ont dit : Oui. Puis le Prophète a dit : "Man mawlaah kuntu Fa Ali mawlaah. (A quiconque je suis maula, Ali est son maula)" »

### Révélation du verset l’Ikmâl ad-Din
Selon le livre Al-Ghadir de  Sheikh Abdul Hosein Amini, après les discours de Mahomet, ce verset fut révélé: 

« En ce jour, J'ai parachevé pour vous votre religion, et J'ai complété pour vous Ma faveur, et Je vous ai agréé l'islam comme religion  »

. (S.5 - V.3)

## Histoire
Dans son Musnad, Ahmad ibn Hanbal rapporte que le Prophète dit aux musulmans :

« Ô gens ! Qui est-ce qui a priorité sur vous avant même vos propres personnes ? » Ils dirent : « Dieu et Son Envoyé sont plus savants ».
Le Prophète poursuivit :« Celui dont je suis le maître, voici Ali est son maître », « Ô Dieu, sois l'ami de celui qui lui vouera son amitié, et sois l'ennemi de celui qui lui déclarera son inimitié ».
Al Hakim aussi a rapporté de Zayd ibn Arqam qui a dit que : « Lorsque l'envoyé de Dieu était revenu du pèlerinage d'adieu, il était stationné à Ghadîr Kum. Il avait dit : « Ô gens ! Bientôt arrivera le moment où je serai appelé et je répondrai. Je serai certainement interrogé, et vous serez certainement interrogés. Que diriez-vous alors ? »
Les musulmans répondirent : "Nous attesterons que tu as transmis ton message, que tu as combattu et que tu nous as conseillés et que Dieu t'en récompensera en profusion de bien ».
Le Prophète poursuit : 
« Je vous laisse deux choses lourdes. La plus grande d'elles est le Livre de Dieu. L'autre chose lourde est ma famille, les Gens de ma Maison. Ces deux choses ne se sépareront jamais jusqu'à ce qu'elles se rejoignent au paradis.
Ensuite il dit : Dieu est mon Gardien et je suis le gardien de tous les croyants ».
Il prit la main d'Ali dans sa main, et la leva haut, il s'écria : « Celui dont je suis le maître, Ali aussi est son maître. Que Dieu assiste celui qui assiste Ali et qu'Il soit l'ennemi de celui qui devient l'ennemi d'Ali ».
Les musulmans s'avançaient par groupes vers Ali pour le féliciter. Les compagnons, parmi lesquels se trouvaient Abou Bakr, Omar, Talha et Zoubeyr se rendirent tous auprès d'Ali pour lui présenter leurs félicitations en ces termes : Bravo à toi, ô Ali, te voici devenu mon maître et le maître de tout croyant et de toute croyante !
C'est ainsi que Dieu avait parachevé sa religion en désignant Ali ibn Abi Taleb comme guide de la communauté islamique après le Prophète Mohammad. »

## L'événement du Ghadir Khumm selon les chiites
Les chiites interprètent cela comme la preuve évidente que le Prophète Mahomet avait désigné Ali ibn Abi Talib comme successeur aussi bien dans le domaine politique que religieux, d'autant plus que le Prophète en avait reçu l'ordre selon les directives du Coran: 

« O Messager, transmets ce qui t'a été descendu de la part de ton Seigneur. Si tu ne le faisais pas, alors tu n'aurais pas communiqué Son message. Et Allah te protègera des gens. Certes, Allah ne guide pas les gens mécréants. »

.

## L'événement du Ghadir Khumm selon les sunnites
Les sunnites ne remettent pas en question l'événement, mais ils affirment que ce n'était rien de plus qu'une recommandation aux Musulmans de respecter et d'honorer comme il se devait son cousin et gendre, et cela d'autant plus que ce dernier avait suscité le mécontentement des gens à cause de la manière dont il avait réparti le butin en revenant d'une expédition au Yémen.